# Máncora
Máncora é um filme hispano-peruano de 2008, do diretor Ricardo de Montreuil, premiado com a seleção oficial do Sundance Film Festival.